# Jürgen Krawczyk
Jürgen Krawczyk (* 1. Januar 1953 in Fulda) ist ein ehemaliger deutscher Fußballspieler. Nach dem Ende seiner aktiven Karriere, in der er für den 1. SC Göttingen 05, den FC 08 Homburg und den KSV Baunatal insgesamt 152 Spiele in der 2. Bundesliga bestritt, war er als Trainer im hessischen Amateurfußball tätig.

## Sportlicher Werdegang
Krawczyk begann seine Karriere in seiner Geburtsstadt bei Borussia Fulda. Für den Klub debütierte er Anfang der 1970er Jahre als Teenager in der Hessenliga. 1972 wechselte er zum 1. SC Göttingen 05, der in der seinerzeit zweitklassigen Regionalliga antrat. 1974 qualifizierte er sich mit der Mannschaft für die neu geschaffene 2. Bundesliga. Hier erreichte er mit dem Klub Plätze im mittleren Tabellenbereich, dabei kam er in den folgenden drei Spielzeiten jeweils in mindestens 30 Saisonspielen zum Einsatz, ehe am Ende der Spielzeit 1976/77 der Abstieg in die Drittklassigkeit stand. Vor dem Start in die dritte Zweitligasaison 1976/77 nahmen mit Krawczyk, Walter Plaggemeyer, Dieter Hochheimer und dem Neuzugang aus Homburg, Gerd Müller, vier 05er-Spieler mit der Studentennationalmannschaft vom 1. bis zum 15. August 1976 an der Weltmeisterschaft in Uruguay teil. Trainer Reinhard Roder war aus Gründen des grundlegenden Formaufbaus durch die Vorbereitungsperiode zwar gegen die Teilnahme von vier Spielern aus Göttingen, der verantwortliche DFB-Trainer Herbert Widmayer konnte das 05er-Präsidium aber zum Flug nach Südamerika überreden. Mit Torhüter Jürgen Muche, Bernd Brexendorf, Uli Bruder und Ewald Lienen nahmen auch noch weitere Spieler aus der 2. Bundesliga an der Reise teil.
Krawczyk wechselte anschließend innerhalb der 2. Bundesliga zum FC 08 Homburg in die Südstaffel. Unter Trainer Uwe Klimaschefski konnte er sich jedoch nicht durchsetzen, bei seinen insgesamt 19 Zweitligaspielen für den Klub stand er lediglich sieben Mal in der Startformation. Zu Beginn der Spielzeit 1978/79 kam er noch gegen Kickers Offenbach und den Karlsruher SC zu zwei Einsätzen für die Saarländer, ehe er Mitte September zum Ligakonkurrenten KSV Baunatal nach Hessen zurückkehrte. Auf Anhieb dort Stammspieler, erzielte er für den Klub in 28 Saisonspielen zwei Tore. Dennoch stieg er mit der Mannschaft am Saisonende in die nun Oberliga Hessen genannte vormalige Hessenliga ab. Ab 1982 lief er für den Oberligisten SG Bad Soden auf, mit dem er am Saisonende in die viertklassige Landesliga Hessen abstieg. Anschließend ließ er beim VfB Schrecksbach und als Spielertrainer beim FSV Schwarzbach die Karriere ausklingen.
Ab 1989 war Krawczyk als Trainer für seinen Ex-Verein Borussia Fulda tätig, mit dem er 1990 in die Oberliga Hessen aufstieg. 1992 übernahm er den Landesligisten RSV Petersberg, den er bis 1996 betreute und dabei 1994 ebenfalls in die Oberliga führte. Ab Sommer 1997 trainierte er seinen Ex-Klub SG Bad Soden, der am Ende der Vorsaison in die mittlerweile fünftklassige Landesliga Hessen abgestiegen war. Obwohl die Mannschaft im oberen Drittel mitspielte, war der Trainer nicht unumstritten und Teile des Vorstands forderten im Frühjahr 1998 seinen Rücktritt. Im April meldete sich Krawczyk krank, der Vorstand der SG Bad Soden benötigte anschließend drei Wochen, um sich mit ihm in Verbindung zu setzen. Die Auseinandersetzung um die finanzielle Entschädigung landete vor dem Arbeitsgericht, der in finanziellen Problemen steckende Landesligist wurde im Spätsommer 1999 zur Nachzahlung von 70.000 Mark an den Trainer verurteilt.
Ab 2001 war Krawczyk Trainer des hessischen Oberligisten Hünfelder SV, mit dem er 2003 in die Oberliga aufstieg. Nachdem er im Frühjahr 2004 seinen Abschied zum kommenden Saisonende verkündet hatte und die Mannschaft sich im Abstiegskampf befunden hatte, wurde er bereits im April 2004 durch Martin Hohmann ersetzt. Im Mai 2008 übernahm er kurzzeitig das Traineramt beim Oberligisten SV Buchonia Flieden, den er bis zum Saisonende betreute und zum Klassenerhalt auf dem letzten Nicht-Abstiegsplatz führte. Im Februar 2012 kehrte er zu Borussia Fulda zurück. Im November des Jahres wurde er wieder entlassen. Später kehrte er zum RSV Petersberg zurück.
Hauptberuflich war der Diplom-Ingenieur Krawczyk im Verlagswesen tätig. Im Sommer 2004 übernahm er den insolventen Betrieb der Fuldaer Verlagsanstalt, für die er zuvor zwanzig Jahre lang tätig gewesen war. Im März 2011 musste Krawczyk nach einem Brand auf dem Firmengelände des bereits in Schieflage geratenen Unternehmens Insolvenz anmelden.